# 石桥镇 (淳化县)
石桥镇，是中华人民共和国陕西省咸陽市淳化县下辖的一个乡镇级行政单位。
2015年，陕西省民政厅批复同意将车坞镇的孟庄、辛庄、谋庄、沟圈4个村划归石桥镇。

## 行政区划
石桥镇下辖以下地区：
孟庄村、谋庄村、辛庄村、沟圈村、石桥村、引安村、咀头村、大槐树村、高家河村、闫家沟村、刘家硷村、鱼车村、富德村、秦庄村、宋村、林庄村、九庄村、米仓村、沿村、寺村、文家庄村和肖家村。